# Seneffe
Seneffe is een plaats en gemeente in de provincie Henegouwen in België. De gemeente telt ruim 11.000 inwoners.
Op 11 augustus 1674 werd in de omgeving van deze plaats de slag bij Seneffe geleverd, een treffen tussen een Frans leger onder maarschalk Condé en een Nederlands-Spaans-Oostenrijks-Duits leger onder stadhouder Willem III.
In het kasteel van Seneffe is het Museum van Edelsmeedkunst van de Franse Gemeenschap gevestigd. Er gaan jaarlijks naast boeiende overzichtstentoonstellingen van het werk van hedendaagse edelsmeden ook thematische exposities rond het leven in en de kunst van de 18e eeuw door.

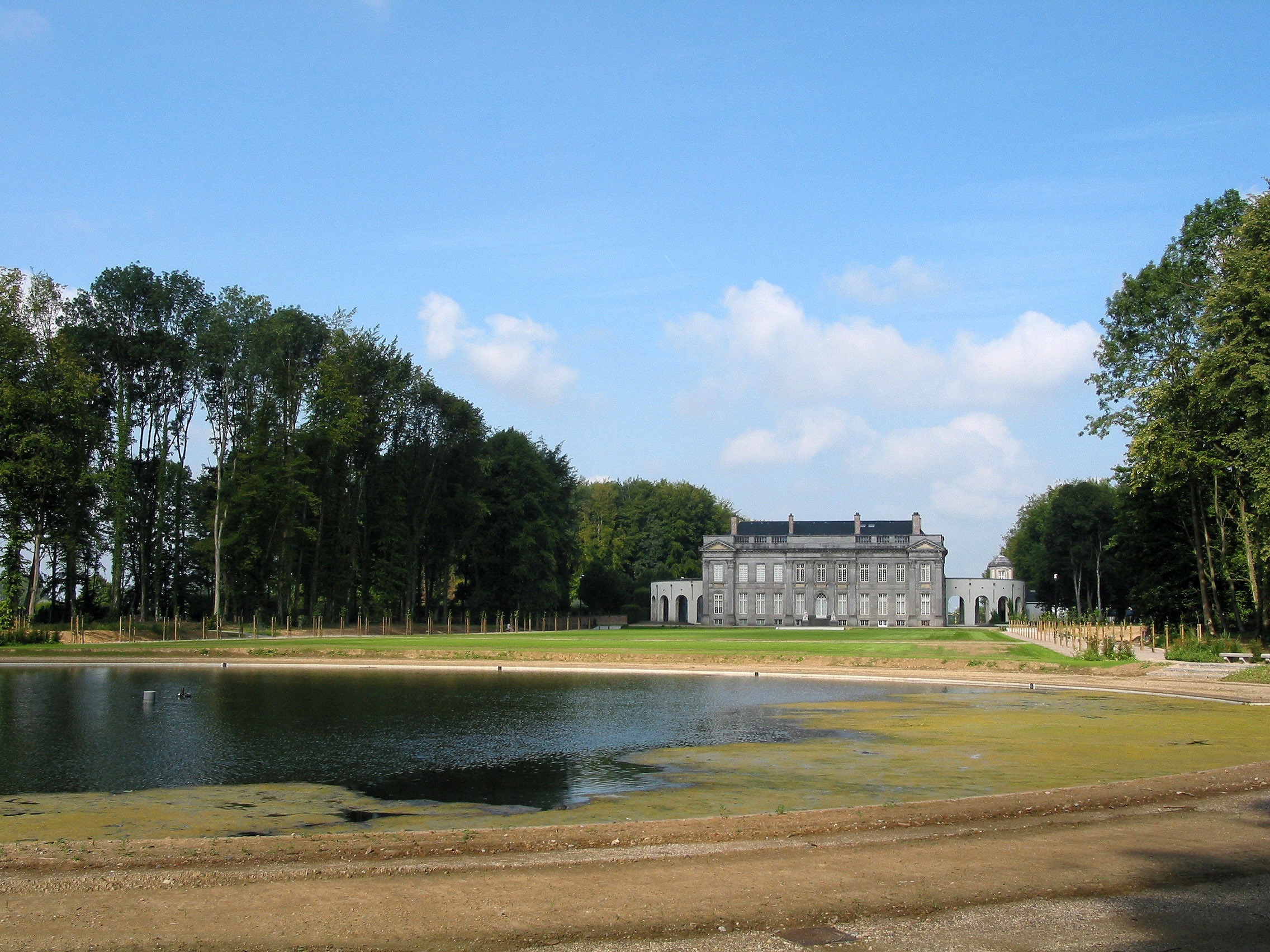
Het Kasteel van Seneffe

## Kernen

### Deelgemeenten
| # | Naam                     | Opp. (km²) | Inwoners (2020) | Inwoners per km² | NIS-code |
| - | ------------------------ | ---------- | --------------- | ---------------- | -------- |
| 1 | Seneffe                  | 22,91      | 4.103           | 179              | 55085A   |
| 2 | Feluy                    | 16,39      | 2.512           | 153              | 55085B   |
| 3 | Arquennes                | 15,08      | 3.228           | 214              | 55085C   |
| 4 | Petit-Rœulx-lez-Nivelles | 4,20       | 611             | 145              | 55085D   |
| 5 | Familleureux             | 4,66       | 977             | 210              | 55085E   |

## Bezienswaardigheden
- Het Kasteel van Seneffe
- Het Château de l'Espinette, gebouwd in het eerste kwart van de 19e eeuw.
- Het Kasteel van Scrawelle werd midden 19e eeuw in Moorse stijl opgetrokken. Het ligt in een park van 3,5 ha waarin zich ook een arboretum bevindt.
- Het Château de Buisseret is de voormalige zetel van de heerlijkheid. In de 19e eeuw werd een neoclassicistisch kasteel gebouwd terwijl er ook een 18e-eeuwse vleugel aan het gebouw zit.
- De Sint-Quiricus-en-Julittakerk is een neoromaans kerkgebouw van 1877. Het gebouw werd ernstig beschadigd in 1940 en gerestaureerd in 1952. De patroonheiligen zijn: Quiricus en Julitta.

## Natuur en landschap
Seneffe ligt aan de Samme en aan de oude bedding van het Kanaal Charleroi-Brussel. Om de waterscheiding tussen Maas (Sambre) en Schelde (Zenne) te overwinnen werd de Tunnel van La Bête Refaite gegraven. Een deel verdween later weer toen een nieuwe kanaalbedding werd aangelegd. De hoogte aan de kerk bedraagt 116 meter.

## Demografische ontwikkeling

### Demografische ontwikkeling voor de fusie
- Bron:NIS - Opm:1831 t/m 1970=volkstellingen; 1976= inwoneraantal op 31 december

### Demografische ontwikkeling van de fusiegemeente
Alle historische gegevens hebben betrekking op de huidige gemeente, inclusief deelgemeenten, zoals ontstaan na de fusie van 1 januari 1977.
- Bronnen:NIS, Opm:1831 tot en met 1981=volkstellingen; 1990 en later= inwonertal op 1 januari

| Inwoners van jaar tot jaar op 1 januari 1992 tot heden | Inwoners van jaar tot jaar op 1 januari 1992 tot heden | Inwoners van jaar tot jaar op 1 januari 1992 tot heden |
| jaar                                                   | Aantal                                                 | Evolutie: 1992=index 100                               |
| ------------------------------------------------------ | ------------------------------------------------------ | ------------------------------------------------------ |
| 1992                                                   | 10.227                                                 | 100,0                                                  |
| 1993                                                   | 10.353                                                 | 101,2                                                  |
| 1994                                                   | 10.380                                                 | 101,5                                                  |
| 1995                                                   | 10.494                                                 | 102,6                                                  |
| 1996                                                   | 10.569                                                 | 103,3                                                  |
| 1997                                                   | 10.560                                                 | 103,3                                                  |
| 1998                                                   | 10.478                                                 | 102,5                                                  |
| 1999                                                   | 10.487                                                 | 102,5                                                  |
| 2000                                                   | 10.528                                                 | 102,9                                                  |
| 2001                                                   | 10.583                                                 | 103,5                                                  |
| 2002                                                   | 10.597                                                 | 103,6                                                  |
| 2003                                                   | 10.741                                                 | 105,0                                                  |
| 2004                                                   | 10.738                                                 | 105,0                                                  |
| 2005                                                   | 10.775                                                 | 105,4                                                  |
| 2006                                                   | 10.743                                                 | 105,0                                                  |
| 2007                                                   | 10.625                                                 | 103,9                                                  |
| 2008                                                   | 10.733                                                 | 104,9                                                  |
| 2009                                                   | 10.772                                                 | 105,3                                                  |
| 2010                                                   | 10.716                                                 | 104,8                                                  |
| 2011                                                   | 10.903                                                 | 106,6                                                  |
| 2012                                                   | 11.006                                                 | 107,6                                                  |
| 2013                                                   | 11.030                                                 | 107,9                                                  |
| 2014                                                   | 10.953                                                 | 107,1                                                  |
| 2015                                                   | 10.955                                                 | 107,1                                                  |
| 2016                                                   | 11.027                                                 | 107,8                                                  |
| 2017                                                   | 11.167                                                 | 109,2                                                  |
| 2018                                                   | 11.272                                                 | 110,2                                                  |
| 2019                                                   | 11.433                                                 | 111,8                                                  |
| 2020                                                   | 11.480                                                 | 112,3                                                  |
| 2021                                                   | 11.407                                                 | 111,5                                                  |
| 2022                                                   | 11.465                                                 | 112,1                                                  |
| 2023                                                   | 11.520                                                 | 112,6                                                  |
| 2024                                                   | 11.624                                                 | 113,7                                                  |
| 2025                                                   | 11.631                                                 | 113,7                                                  |

## Politiek

### Resultaten gemeenteraadsverkiezingen sinds 1976
| Partij                       | 10-10-1976 | 10-10-1976 | 10-10-1982 | 10-10-1982 | 9-10-1988 | 9-10-1988 | 9-10-1994 | 9-10-1994 | 8-10-2000 | 8-10-2000 | 8-10-2006 | 8-10-2006 | 14-10-2012 | 14-10-2012 | 14-10-2018 | 14-10-2018 | 13-10-2024 | 13-10-2024 |
| Stemmen / Zetels             | %          | 19         | %          | 21         | %         | 21        | %         | 21        | %         | 21        | %         | 21        | %          | 21         | %          | 21         | %          | 21         |
| ---------------------------- | ---------- | ---------- | ---------- | ---------- | --------- | --------- | --------- | --------- | --------- | --------- | --------- | --------- | ---------- | ---------- | ---------- | ---------- | ---------- | ---------- |
| PS                           | 34,18      | 6          | 41,25      | 10         | 42,52     | 10        | 44,58     | 11        | 45,97     | 11        | 54,37     | 14        | 29,58      | 7          | 21,10      | 4          | 24,26      | 5          |
| IC1 / PRL-IC2 / MR-IC3 / LB4 | 25,671     | 5          | 18,681     | 3          | 18,881    | 4         | 19,71     | 4         | 24,342    | 5         | 21,643    | 4         | 37,983     | 9          | 47,444     | 11         | 46,254     | 11         |
| PSC1/cdH2/Les Engagés3       | 40,151     | 8          | 34,411     | 8          | 28,731    | 6         | 24,111    | 6         | 21,511    | 4         | 182       | 3         | 11,072     | 2          | -          |            | 20,243     | 4          |
| ECOLO                        | -          |            | -          |            | 9,87      | 1         | 6,11      | 0         | 8,18      | 1         | 5,99      | 0         | 5,59       | 0          | 15,42      | 3          | 9,25       | 1          |
| UDRT                         | -          |            | 1,51       | 0          | -         |           | -         |           | -         |           | -         |           | -          |            | -          |            | -          |            |
| GIP                          | -          |            | 4,15       | 0          | -         |           | -         |           | -         |           | -         |           | -          |            | -          |            | -          |            |
| FN                           | -          |            | -          |            | -         |           | 5,5       | 0         | -         |           | -         |           | -          |            | -          |            | -          |            |
| AC1/AC+2                     | -          |            | -          |            | -         |           | -         |           | -         |           | -         |           | 15,781     | 3          | 16,032     | 3          | -          |            |
| Totaal stemmen               | 5920       | 5920       | 6324       | 6324       | 6362      | 6362      | 6730      | 6730      | 6911      | 6911      | 7234      | 7234      | 7476       | 7476       | 7732       | 7732       | 7731       | 7731       |
| Opkomst %                    |            |            |            |            | 95,3      | 95,3      | 93,62     | 93,62     | 91,69     | 91,69     | 93,56     | 93,56     | 90,99      | 90,99      | 90,82      | 90,82      | 88,00      | 88,00      |
| Blanco en ongeldig %         | 3,02       | 3,02       | 4,78       | 4,78       | 4,76      | 4,76      | 4,61      | 4,61      | 6,29      | 6,29      | 4,94      | 4,94      | 5,00       | 5,00       | 6,41       | 6,41       | 6,43       | 6,43       |

De gevormde coalitie wordt vet aangegeven. De grootste partij is in kleur.

### Burgemeesters
- Franse en Hollandse Tijd: Félix-Honoré de Pestre de la Ferté
- 1830: burggraaf Louis Charliers de Buisseret (1801-1871)
- Joseph Deschamps, koolmijnuitbater
- ridder Adolphe Daminet (Enghien, 1811 - Sint-Joost-ten-Noode, 1851), zoon van senator Alexandre Daminet, koolmijnuitbater, provincieraadslid, in 1843 opname in de adel met de titel ridder, × Joséphine van der Burch (1809-1853)
- Jean-Baptiste Motte
- Dominique Navez
- notaris Florimond Castelain
- baron Camille de la Motte Baraffe (Gosselies, 1845 - Seneffe 1915) × Julie de Lalieux (1850-1914)
- Victor Lintermans (1850-1917)
- Albert de la Motte Baraffe (Seneffe, 1886 - 1949) × Ivonne Fontaine de Ghelin (1903-1971)

...
- 1964-1976: Jules Jacques (1926-2007)
- 1982-1988: Henri Thibaut de Maisières (1920-2002), lid van het Geheim Leger, × Marie-Thérèse de la Motte Baraffe (1927- ), dochter van Albert de la Motte Baraffe.
- 1989-1994: Jules Jacques (1926-2007)
- 1995-2000: Philippe Busquin (1941- )
- 2001-2006: Philippe Bouchez (1958- )
- 2007-2012: Philippe Busquin
- 2012-heden: Bénédicte Poll

## BMC in Seneffe
British Motor Corporation heeft tot 1982 in Seneffe een assemblage-eenheid gehad. De fabriek was gebouwd door Standard-Triumph en kwam via Nufield's (Morris) in handen van British Leyland, In deze fabriek werden verschillende modellen geassembleerd van CKD-Kits zoals de Mini en de Austin Allegro. De productie betrof enkel LHD (left hand drive) modellen voor de Europese continentale markt, die vanuit de fabriek van Cowley werden verscheept. De assemblage-eenheid werd gesloten in 1981 omdat de modellen marktaandeel verloren in Europa, en bleef werken als distributiecentrum tot 1982. De mogelijkheden voor nieuwe tewerkstelling waren gezien de economische terugval in het Centrumbekken heel beperkt, vele arbeiders zijn echter terechtgekomen bij dealers van de BL-Rover-groep. Dit heeft voor veel bitterheid gezorgd in de lokale gemeenschap.

## Nabijgelegen kernen
Manage, Bois-des-Nauwes, Familleureux, Arquennes